# Lars Frederiksen

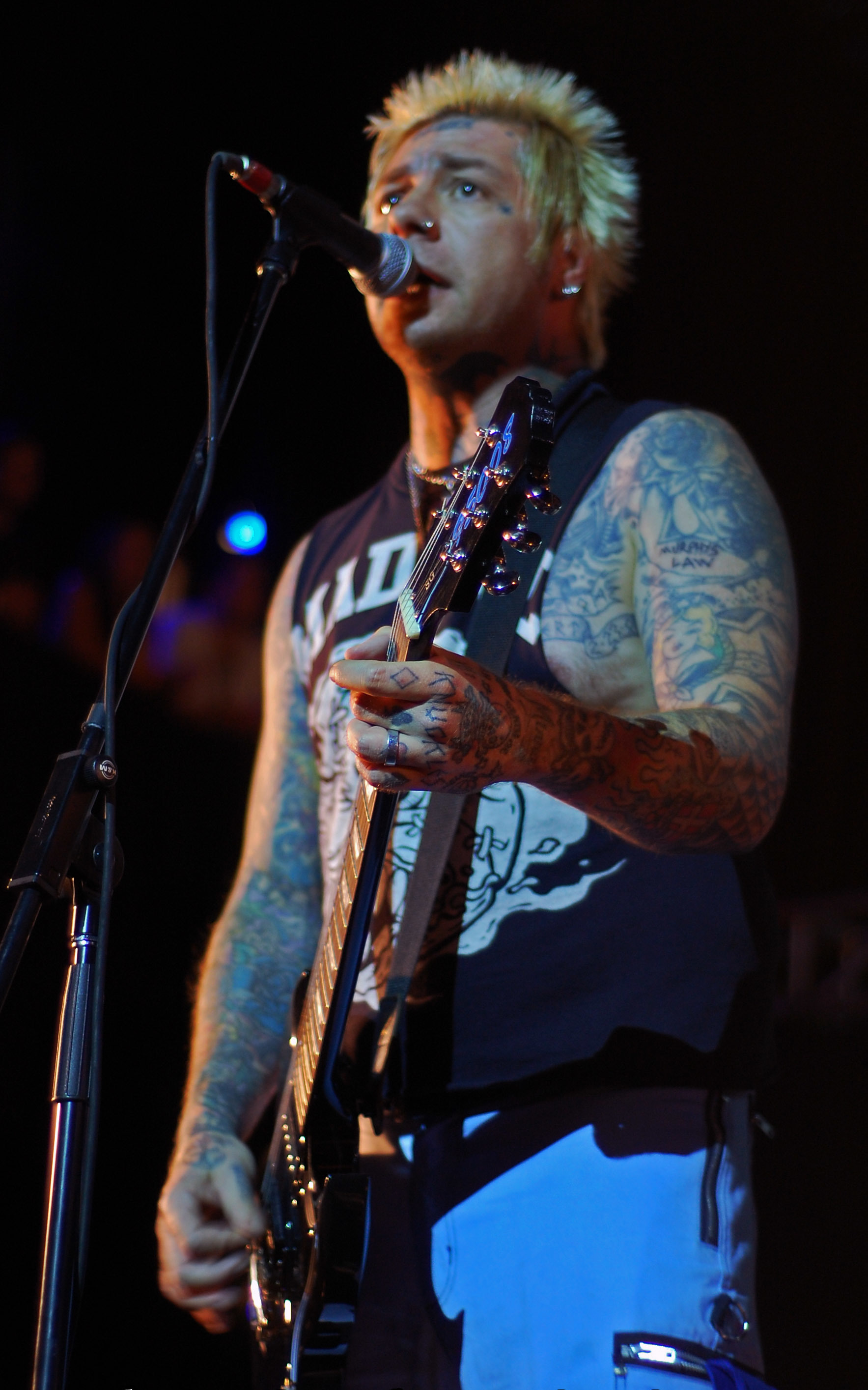
Lars Erik Frederiksen, em 2007, no Newcastle Carling Academy durante uma apresentação ao vivo.

Lars Erik Frederiksen é um músico de rock estadunidense nascido em Campbell, Califórnia dia 30 de Agosto de 1971. Lars chamava-se originalmente de nome original Lars Erik Dapello mas trocou seu sobrenome paterno, Dapello, pelo materno, Frederiksen depois que seu pai abandonou a família quando ele era criança.
Ele já tocou no UK Subs em 1991, e depois foi membro das bandas Cajones, Slip, Silencers e atualmente é guitarrista/vocalista do Rancid. Ele também já lançou álbum em carreira solo.

## Biografia
Aos 20 anos, Lars Frederiksen se mudou para Boston. Nesse meio tempo, ele entrou pra clássica banda punk inglesa UK Subs. Lars se envolveu com drogas e álcool e isso estava atrapalhando seu trabalho com a banda. Aí então os outros integrantes da banda pediram para ele se afastar, e assim foi. Logo após, ele começou a tocar em uma banda local chamada Cajones, mas ele acabou saindo também, devido ao mesmo problema. Então ele tentou de novo, na banda Slip. Essa banda, certa vez, fez um show com Rancid na Gilman Street. Lars conversou com Tim e naquela época ele procurava um segundo guitarrista para o Rancid. Tim passou seu telefone para que ele entrasse em contato se desejasse preencher a vaga.
Lars não entrou em contato logo de cara, ele continuou com o Slip por mais um tempo. Dez minutos antes de um show do Slip, o baxista da banda disse que estava saindo fora, pois dizia estar apaixonado e prestes a se mudar para Sacramento, onde ia se casar. Isto botou um ponto final nas expectativas de Lars.
Na mesma noite, Tim ligou para Lars e convidou-o novamente. Dessa vez ele aceitou. Isto foi ainda antes do término do primeiro play do Rancid, mas Lars achou sacanagem ele entrar com o disco quase pronto após tanto trabalho por parte de Matt, Brett e Tim.
Ele tem uma bandeira da Dinamarca em sua guitarra por causa de sua mãe, que é dinamarquesa. Daí seu sobrenome.
Lars tem um grande desempenho vocal em grande parte das musicas do rancid. Em especial no CD rancid 2000 e Indestructible.
Actualmente tem um projecto chamado Old Firm Casuals